# Distrito electoral local 11 de la Ciudad de México
El XI Distrito Electoral Local de Ciudad de México es uno de los 33 distritos electorales locales en los que se encuentra dividido el territorio de Ciudad de México. Su cabecera es la alcaldía Venustiano Carranza.

## Ubicación
Abarca el sector oriente de Venustiano Carranza y el extremo oriente de Iztacalco. Limita al norte con el distrito VI de Gustavo A. Madero, al oeste con el distrito X de Venustiano Carranza, al sur con el distrito XV de Iztacalco, al sureste con el distrito XXI de Iztapalapa y al este con el municipio de Nezahualcóyotl en el Estado de México.

## Congreso de la Ciudad de México (desde 2018)
| Diputado                          | Grupo parlamentario | Legislatura | Periodo     |
| --------------------------------- | ------------------- | ----------- | ----------- |
| Lourdes Paz                       |                     | I II        | 2018 - 2022 |
| Blanca Elizabeth Sánchez González | II                  | 2022 - 2024 |             |
| Elvia Estrada Barba               |                     | III         | 2024 -      |

## Resultados electorales

### 2021
|  | 44.0752 % |

|  | 36.3226 % |

|  | 4.3863 % |

|  | 1.7644 % |

|  | 1.8616 % |

|  | 0.7001 % |

|  | 0.7473 % |

|  | 3.6173 % |

|  | 0.1697 % |

|  | 2.8475 % |

|  | 100.00 % |